# Dysgonia trogosema
Dysgonia trogosema  là một loài bướm đêm thuộc họ Erebidae. Nó được tìm thấy ở Châu Phi, bao gồm Nigeria.